# Си Ранч Лејкс (Флорида)
Си Ранч Лејкс (енгл. Sea Ranch Lakes) град је у америчкој савезној држави Флорида.

## Демографија
По попису из 2010. године број становника је 670, што је 722 (-51,9%) становника мање него 2000. године.
| Група             | 2000.         | 2010.       |
| Белци             | 1.267 (91,0%) | 592 (88,4%) |
| Афроамериканци    | 13 (0,9%)     | 4 (0,6%)    |
| Азијати           | 9 (0,6%)      | 4 (0,6%)    |
| Хиспаноамериканци | 96 (6,9%)     | 65 (9,7%)   |
| Укупно            | 1.392         | 670         |